# Ghen tị
Về ghen trong mối quan hệ lãng mạn, xem Ghen. Về các bài có tên gần giống, xem: Ghen (định hướng).
Ghen tị (ganh tị, đố kỵ) là một cảm xúc xảy ra khi một người thiếu đặc điểm tốt đẹp, thành tích, vật sở hữu của người khác và mong muốn điều đó hoặc mong muốn người khác không có được điều đó.
Ghen tị có thể bao gồm một hoặc nhiều cảm xúc như giận dữ, oán giận, không thỏa đáng, bất lực hoặc ghê tởm. Theo nghĩa gốc của nó, sự ghen tị khác biệt với sự đố kỵ, mặc dù hai thuật ngữ này đã trở thành đồng nghĩa phổ biến trong ngôn ngữ tiếng Anh, với sự ghen tị bây giờ cũng mang định nghĩa ban đầu được sử dụng cho sự đố kỵ.
Ghen tị là một kinh nghiệm điển hình trong các mối quan hệ của con người, và nó đã được quan sát thấy ở trẻ sơ sinh khi mới 5 tháng tuổi. Một số nhà nghiên cứu cho rằng sự ghen tị được nhìn thấy trong tất cả các nền văn hóa và là một đặc điểm phổ quát. Tuy nhiên, những người khác cho rằng ghen tị là một cảm xúc đặc trưng văn hóa.
Ghen tị có thể là nghi ngờ hoặc phản ứng và nó thường được củng cố như một chuỗi những cảm xúc đặc biệt mạnh mẽ và được xây dựng như một trải nghiệm phổ quát của con người. Các nhà tâm lý học đã đề xuất một số mô hình để nghiên cứu các quá trình Ghen tiềm ẩn và đã xác định các yếu tố dẫn đến sự ghen tị. Các nhà xã hội học đã chứng minh rằng niềm tin và giá trị văn hóa đóng một vai trò quan trọng trong việc xác định điều gì gây ra sự ghen tị và điều gì tạo nên sự thể hiện sự ghen tị được xã hội chấp nhận. Các nhà sinh học đã xác định các yếu tố có thể vô thức ảnh hưởng đến biểu hiện của nó.
Theo dòng lịch sử, các nghệ sĩ cũng đã khám phá chủ đề Ghen trong ảnh, tranh, phim, bài hát, vở kịch, thơ, và sách, và các nhà thần học đã đưa ra quan điểm tôn giáo về sự ghen tị dựa trên kinh sách của đức tin tương ứng của họ.
Bertrand Russell cho rằng ghen tị là nguyên nhân mạnh mẽ nhất gây ra bất hạnh.

## Nguyên nhân

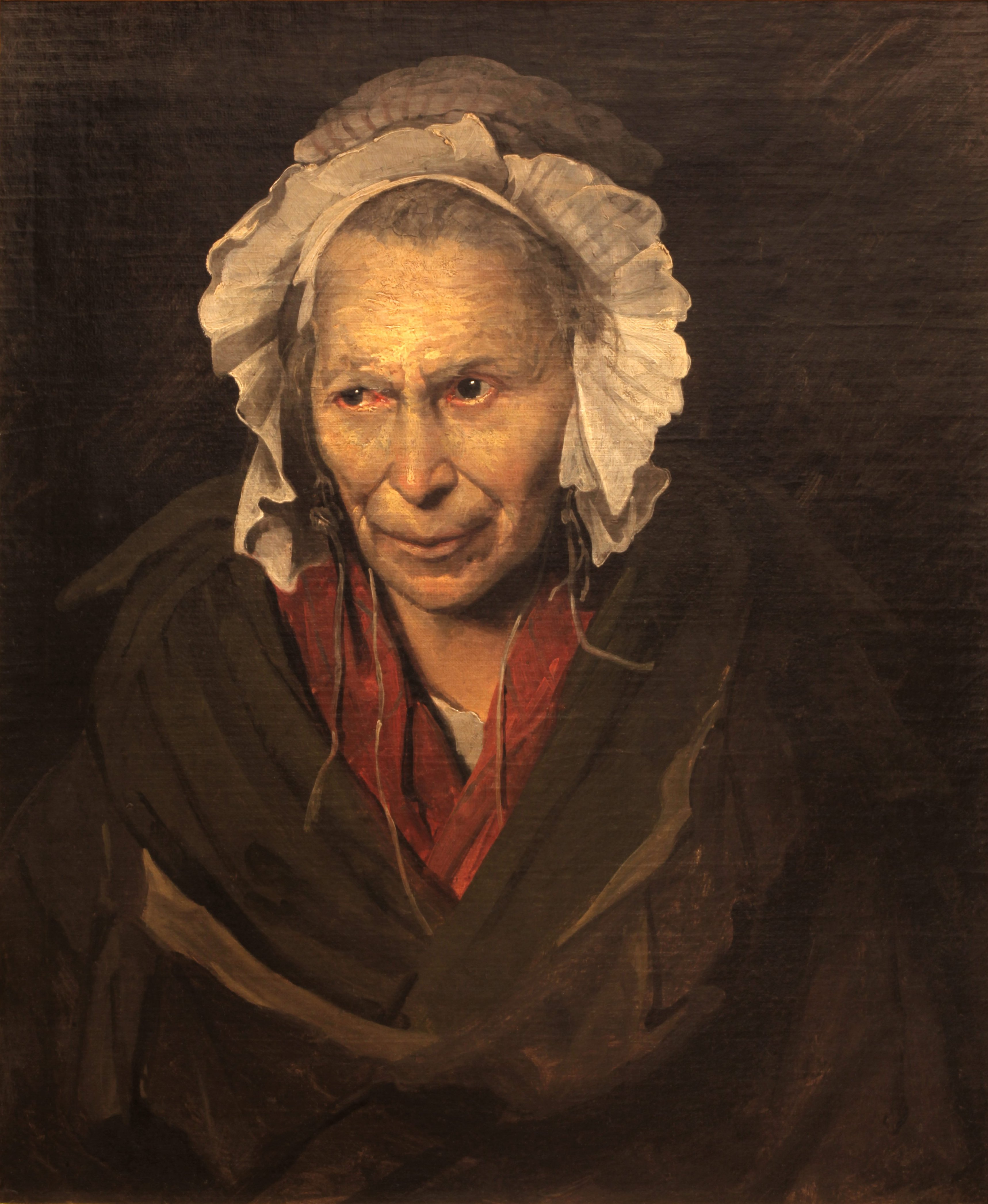

Kinh nghiệm chung của ghen tị, đố kỵ đối với nhiều người có thể liên quan đến:
- Nỗi lo sợ mất mát
- Nghi ngờ hoặc tức giận về một sự phản bội trong tâm thức hay nhận thức
- Tự hạ thấp lòng tự trọng và nỗi buồn mất mát
- Sự thiếu chắc chắn, thiếu tự tin và sự cô đơn
- Sợ mất đi một người quan trọng khác hoặc một cái gì quan trọng khác
- Tâm lý không tin tưởng
- Cảm giác mặc cảm tự ti
- Khao khát
- Sự bất bình đẳng trong hoàn cảnh
- Y chí hướng tới người ghen tị thường đi kèm với cảm giác tội lỗi về những cảm xúc
- Mong muốn có động lực để cải thiện hoặc phát triển
- Mong muốn có phẩm chất hay sự hấp dẫn của đối thủ[cần dẫn nguồn]

## Các loại ghen tị
Các nhà tâm lý học đã gợi ý cho rằng nên phân biệt ghen tị. Ganh tỵ ác ý được coi là một cảm xúc khó chịu khiến người ghen tị muốn hạ bệ những người được coi là tốt hơn mình hoặc có những gì mà bản thân không có dẫn đến tạo ra phản ứng tiêu cực. Trong khi ghen tị thiện ý có thể có tác động tích cực, liên quan đến sự công nhận của người khác, nhưng khiến người đó mong muốn và khao khát cũng được trở nên như vậy. Theo các nhà nghiên cứu, lòng ghen tị có thể cung cấp động lực thi đua, cải thiện, suy nghĩ tích cực về người kia với sự ngưỡng mộ họ. Loại ghen tị này, nếu được xử lý đúng cách, có thể ảnh hưởng tích cực đến tương lai của một người bằng cách thúc đẩy họ trở thành một người tốt hơn và thành công hơn. Bản năng của con người chúng ta là tránh những khía cạnh tiêu cực trong cuộc sống như cảm xúc tiêu cực, sự ghen tị, đố kỵ.  Tuy nhiên, có thể biến trạng thái cảm xúc tiêu cực này thành một công cụ động lực có thể giúp một người trở nên thành công trong tương lai.
Có rất nhiều loại ghen biểu hiện bởi nhiều hình thức khác nhau mà con người có thể trải nghiệm. Ghen tị có thể được nhận thấy trong hoạt động hàng ngày và các mối quan hệ xã hội, gia đình, bè bạn. Ganh tỵ là một cảm xúc mãnh liệt đó là liên tưởng đến sự mất mát, thua sút liên quan đến các cá nhân khác. Cảm xúc mãnh liệt này có thể được nhận thấy hoặc trong các tình huống trong gia đình, tại nơi làm việc, trong mối quan hệ tình cảm, lãng mạn hay giữa những người bạn với nhau.

### Trong gia đình
Anh chị em ganh đua cạnh tranh, cành nanh nhau là một hình thức phổ biến của ghen tị gia đình. Ghen tị gia đình có thể ảnh hưởng đến tất cả các lứa tuổi và các thành viên khác nhau của bất cứ gia đình nào. Ghen tị, tỵ nạnh này có thể phát sinh từ sự thiếu quan tâm của một thành viên cụ thể trong gia đình hoặc sự thiếu công bằng, sự thiên vị trong cách đối xử giữa những thành viên trong gia đình như: ghẻ lạnh, lạnh nhạt, ưu ái, cưng chiều có phân biệt một cách quá mức. 

### Trong công việc
Ganh tỵ tại nơi làm việc không phải là hiếm xảy ra. Mọi người có thể trải nghiệm ghen tị của một người khác trong thực tế rằng một trong những người cảm thấy như họ đang mất đi một cái gì đó hoặc một lợi thế, ưu thế cho người khác hoặc ai đó khác. Đây là loại Ghen thường thấy giữa các đồng nghiệp ở các vị trí công việc tương tự. Nếu một nhân viên nhận được phản hồi tích cực từ các ông chủ trong khi các nhân viên khác cảm thấy như họ xứng đáng đó, thông tin phản hồi tích cực ghen tị có thể phát sinh, đặc biệt là khi có sự nâng lương, tuyên dương, khen thưởng, đề bạt hoặc thăng chức.
Ghen tị giữa các đồng nghiệp cũng có thể phát sinh nếu các nhân viên đang làm việc cho tăng lương hoặc cố gắng để vượt qua mỗi khác cho các vị trí công việc tương tự để đạt thành tích cao hơn hay chỉ với mục đích là lập công lao với cấp trên để chứng tỏ mình và nhận được sự chú ý từ cấp trên. Một lần nữa, sự quan tâm nhận được đối với một nhân viên và không phải là khác có thể gây ra những cảm xúc mãnh liệt của ganh đua để phát triển.